# Лимонадний голос
Лимонадний голос (англ. Lemonade Mouth) — оригінальний фільм Disney Channel, у жанрі музична драма. Знятий за мотивами однойменної книги Марка Пітера Г'юза.
В Україні прем'єра відбулась 14 травня 2011 року на Disney Channel.

## Сюжет
Все почалося з того, що п'ятьох підлітків залишили як покарання після уроків, і незабаром хлопці зрозуміли, що їм судилося стати музичним гуртом і хорошими друзями. Натхненні автоматом з продажу газованої води - як їм здається, символом покоління - вони шукають своє звучання і грають музику, яка з необережності викликає революцію.

## У ролях
| Актор                | Роль                            |
| -------------------- | ------------------------------- |
| Бріджіт Мендлер      | Олівія Вайт                     |
| Адам Гікс            | Вен Гіфорд                      |
| Хейлі Кійоко         | Стелла Ямада                    |
| Наомі Скотт          | Мо Бенджері                     |
| Блейк Майкл          | Чарлі Дельґадо                  |
| Кріс Брошу           | Рей Біч                         |
| Шішір Куруп          | Баба                            |
| Тіша Кемпбелл-Мартін | вчителька музики Дженні Резнік  |
| Крістофер МакДональд | директор школи Стенлі Бренніґан |
| Нік Ру               | Скотт Пікетт                    |

## Інформація про дубляж
Фільм дубльовано студією «LeDoyen» на замовлення «Disney Character Voices International» у 2011 році.

### Ролі дублювали
- Дарина Муращенко — Олівія Вайт
- Павло Скороходько — Вен Гіфорд
- Олена Борозенець — Стелла Ямада
- Марина Локтіонова — Мо Бенджері
- Олександр Погребняк — Чарлі Дельґадо
- Андрій Федінчик — Скотт Пікет
- Максим Кондратюк — Стенлі Бренніґан
- Олена Узлюк — Дженні Резнік
- та інші

## Номінації та нагороди
Патрісія Рігген як режисер цього фільму була номінована на DGA Award 2012 року у категорії Outstanding Directorial Achievement in Children’s Programs.